# Автоматична телефонна станція

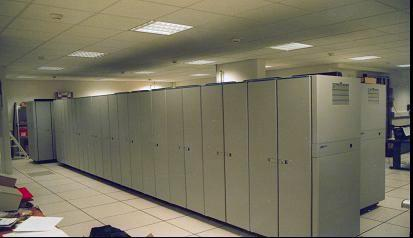
АТС Nortel DMS

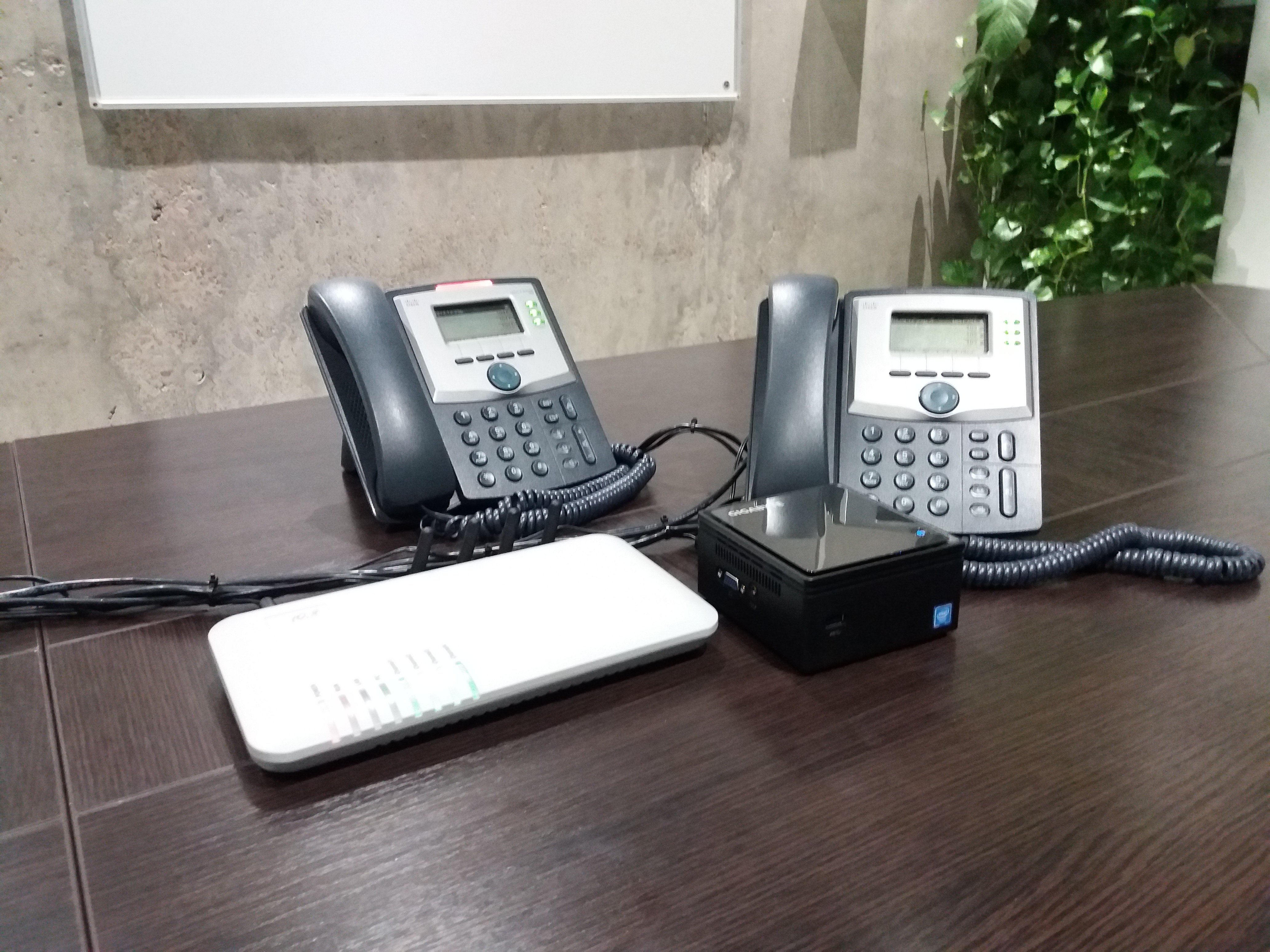
Неттоп у ролі офісної АТС, побудованої на Астеріск

Автомати́чна телефо́нна ста́нція (АТС) — телефонна станція, що забезпечує автоматичне з'єднання абонентів телефонної мережі.

## Історія
АТС винайшов угорський винахідник Тівадар Пушкаш під час праці у Т. А. Едісона (1887).

## Сучасне використання
За районом обслуговування АТС поділяють на міські, сільські (внутрішньорайонні), АТС установ, корабельні, шахтні та спеціального призначення.
Залежно від типу комутаційних (з'єднувальних) пристроїв розрізняють АТС машинної, крокової, декадно-крокової, релейної, координатної, квазіелектронної та електронної систем. Основними пристроями машинних, крокових та декадно-крокових АТС є реле та машинні й крокові шукачі, координатних АТС — багаторазові координатні з'єднувачі та релейні керуючі пристрої — маркери й регістри. В електронних АТС всі пристрої розмовного тракту і керуючі пристрої складаються з електронних елементів; у квазієлектронних АТС — відповідно з герконів (герметичних контактів) та електронних елементів. Ємність АТС збільшують, застосовуючи групові шукачі.
АТС дають змогу абонентам самостійно (користуючись певним кодом) здійснювати також міжміські телефонні з'єднання. Спеціальна апаратура АТС фіксує тривалість таких розмов, провадить необхідні розрахунки.
У СРСР, у тому числі в УРСР, серед міських найпоширенішими були АТС декадно-крокової і координатної систем, повна місткість кожної з яких 10 000 номерів.
Функції управління ресурсами АТС включають в себе призначення і модифікацію станційних параметрів, що характеризують всі логічні та фізичні ресурси в станції (під фізичним ресурсом мається на увазі будь-який станційний пристрій, а логічним ресурсом вважається будь-який об'єкт — як-от пучок з'єднувальних ліній або направлення маршрутизації, — який є значущим з точки зору технічної експлуатації станції); збір даних для нарахування плати; збір та аналіз статистичних даних про навантаження, що обслуговується станцією. Як уже згадувалося, станційне ПО має відомості про фізичних і функціональних реаліях своєї станції через параметри конфігурації, які є змінними величинами, визначеними спеціально для цієї мети.
Функції адміністративного управління АТС включають в себе ведення абонентських даних (номера і категорії абонентських ліній, нарахування плати) та аналогічних за змістом даних, що відносяться до взаємодії з УПАТС і з іншими мережами, а також прийняття рішень, пов'язаних з розвитком мережі зв'язку, і передачу відповідних вказівок функцій управління ресурсами.
Функції технічного обслуговування включають в себе контроль працездатності станції; виявлення несправностей з якомога точнішим визначенням їх місця розташування; блокування наслідків несправностей (діагностика першого рівня); видалення несправних елементів і їх відновлення (діагностика другого рівня). Це робиться без переривання роботи станції, а для того, щоб забезпечувалася можливість глибокої діагностики станційного пристрою, несправність якого може бути причиною серйозних порушень функціонування, пристрої такого типу, як правило, резервуються. Коли діагностика першого рівня визначає, що несправне одне з резервованих пристроїв, процедури техобслуговування забезпечують автоматичну реконфігурацію станції, виводячи з обслуговування пристрій, яке виявилося несправним, і перемикаючи його функції на резервуючий пристрій.